# Парфений Небоза
Митрополит Парфений Небоза (ум. 2 января 1704) — православный духовный деятель и писатель конца XVII — начала XVIII века, митрополит Холмогорский и Важеский.

## Биография
По происхождению был греком, родом из Константинополя. Ещё в молодости принял монашество с именем Парфений. Дореволюционные сведения о нём, что он «русский по происхождению, по всей вероятности, выходец из Малороссии» не соответствуют действительности. Прозвище Небоза означает «бедный», «убогий», «несчастный», «обездоленный». В послании императору Петру I сам Парфений подобрал к своему прозвищу синоним — «рабский». Длительное время он жил на Ближнем Востоке, много путешествовал, участвовал в освобождении русских пленников из турецкой неволи, для живших в Турции соотечественников совершал богослужения. Будучи чёрным священником, он путешествовал по восточным странам то на лошади или осле, пока были деньги, то пешком, когда обеднел, разыскивая единоверных по дальним селам и деревням, подвергаясь всяким невзгодам.
В 1686 году Парфений встретился в Константинополе со своим знакомым по Украине Иваном Лисицей, который приехал из Москвы вместе с послом Никитой Алексеевым и переводчиком Авраамом к Константинопольскому патриарху Дионисию за грамотами, санкционирующими подчинение Киевской митрополии русскому царю и строительство в Константинополе церкви Иоанна Предтечи. Парфений показывал приезжим город, водил их в Софийский собор, куда «с великою трудностию и платежем входят христиане», а также договорился о том, чтобы освобожденные им православные отправились с посольством в Россию. Сам Парфений тоже решил ехать с ними в Москву, однако доплыл только до Очакова, где посольство было задержано, и ему пришлось через Белгород-Днестровский возвращаться обратно на Восток.
Патриарх Константинопольский Каллиник в 1691 году хиротонисал его во епископа с возведением в сан митрополита Лаодикийского. Кизический митрополит Кирилл, оставаясь при патриархе в Константинополе, послал Парфения вместо себя на свою Кизическую кафедру, где Парфений находился около двух лет, поэтому он иногда называется митрополитом Кизическим.
На Кизической кафедре Парфений пробыл два года и был вынужден покинуть её в результате налоговых тягот и гонений на православных. Оставив Кизическую митрополию, Парфений вернулся в Константинополь, а оттуда отправился в Валахию, где в городе Мечине встретился с сыном валашского господаря Константина Дуки и уехал с ним в Яссы.
В 1696 году Парфений наконец добрался до России. По возвращении в Москву он в 1698 году преподнёс императору Петру I панегирик по поводу победы над турками. Даровитый и энергичный малоросс понравился государю, и в 1701 году он был рукоположён митрополитом в незадолго перед тем завоёванный Азов, долженствовавший, по предположению Петра Великого, явиться центром новой епархии. Однако учреждение Азовской митрополичьей кафедры не осуществилось, и Парфений в Азов так и не поехал.
3 декабря 1703 года назначен митрополитом Холмогорским и Важеским на место архиепископа Афанасия (Любимова), скончавшегося 6 сентября 1702 года. Святитель отправился к месту своего назначения в декабре 1703 года, но по дороге, остановившись в Ярославском Спасо-Преображенском монастыре, тяжело заболел и 2 января 1704 года скончался.
Погребён в Печерской церкви под колокольней Спасо-Преображенского монастыря в Ярославле. Над могилой его поставлена деревянная рака, в которой прежде почивали мощи благоверных князей Феодора, Давида и Константина, Ярославских чудотворцев.

## Литературные труды
Известность писателя Парфению доставили следующие его произведения: письмо к Петру Великому, панегирик в стихах Петру Великому по случаю победы под Азовом (На победу злочестивого Мустафы, султана турецкого), стихи патриарху Геннадию, символ или изъяснение утвари и сосудов церковных (рукопись Синодальной библиотеки, № 140) и перевод надписи на гробе Константина Великого «Како иногда победится злочестивый султан турский».